# (38207) 1999 MM1
1999 MM1 (asteroide 38207) é um asteroide da cintura principal. Possui uma excentricidade de 0.18698480 e uma inclinação de 2.25953º.
Este asteroide foi descoberto no dia 20 de junho de 1999 por LONEOS em Anderson Mesa.